# Systaria deelemanae
Espèce
Systaria deelemanae est une espèce d'araignées aranéomorphes de la famille des Miturgidae.

## Distribution
Cette espèce est endémique de Luçon aux Philippines. Elle se rencontre dans la grotte Cueva Santa dans le parc national de Quezon.

## Description
La femelle holotype mesure 10,52 mm.

## Étymologie
Cette espèce est nommée en l'honneur de Christa Laetitia Deeleman-Reinhold.

## Publication originale
- Dankittipakul & Singtripop, 2011 : Seven new species of Systaria Simon, 1897 from southeast Asia (Araneae, Clubionidae, Systariinae). Zootaxa, no 2905, p. 16-32.